# Bernhard Rapkay
Bernhard Rapkay (né le 8 janvier 1951 à Ludwigsbourg)  est un homme politique allemand. Il est député européen de 1994 à 2014, membre du Parti socialiste européen (PSE).

## Parcours en politique allemande
Bernhard Rapkay exerce différentes fonctions au sein du Parti social-démocrate d'Allemagne (SPD) depuis 1975. Il est notamment responsable de la section locale du SPD à Dortmund, membre du comité directeur de son parti pour le district de Westphalie occidentale (de 1991 à 1999). Il est ensuite membre de l’exécutif régional du SPD en Rhénanie-du-Nord-Westphalie et vice-président du conseil fédéral du SPD.

## Parcours en tant que député européen
Élu et réélu depuis 1994 en tant qu’eurodéputé, Bernhard Rapkay préside actuellement la délégation allemande au Parlement européen. Il est membre de la commission des affaires juridiques du Parlement. Il s’intéresse également aux affaires internationales et en particulier à l’Amérique latine, étant notamment membre de la délégation à la commission parlementaire mixte Union européenne-Chili. Bernhard Rapkay est également suppléant au sein de la Commission des affaires économiques et monétaires et de la délégation à l’assemblée parlementaire ACP-Union européenne.